# Província de Stung Treng
La província de Steung Treng (khmer: ស្ទឹងត្រែង, IPA: stɘŋ traeːŋ; "Riu de les Canyes"; laosià: ຊຽງແຕງ, Xiang Taeng; tailandès: เชียงแตง. Chiang Taeng "Ciutat dels Melons"), és una província (khaet) de Cambodja, situada al nord-est. La regió limita amb les províncies de Ratanakiri, a l'est; Mondulkiri i Kratie, al sud; i Kampong Thom i Preah Vihear, a l'oest. A l'extrem nord la província limita amb la frontera internacional de Cambodja amb Laos. El riu Mekong creua la província, gairebé, pel centre.
Stung Treng es troba al vessant meridional de les muntanyes Dângrêk, i és una regió escassament poblada (111.734 habitants el 2008). A més del Mekong, la província també està travessada per la carretera nacional N.7 (NH7).

## Història
Stung Treng va ser, primer, part de l'imperi Khmer, posteriorment del regne laosià de Lan Xang, i finalment del regne de Txampasak. Després de la guerra francosiamesa de 1893, Chiang Taeng (Stung Treng) va ser administrada pel Laos del Sud, governat pels francesos, entre 1893 i 1904. El 1904 el Laos francès va canviar la província amb el protectorat francès de Cambodja, que entregava Txampassak, deixant una petita minoria laosiana a Cambodja.
Com a conseqüència de la seva situació geogràfica, així com de les zones boscoses i muntanyoses del nord-est de la província, hi ha hagut molta activitat guerrillera a la zona en el passat. Aquests moviments insurgents van començar amb la infiltració vietnamita de la dècada de 1950, en el marc de la Segona Guerra d'Indoxina, i fins a principis de la dècada de 1990, quan els khmers rojos van ser expulsats del govern.

## Administració
La capital de la província d'Stung Treng és la ciutat homònima.
La província es subdivideix en cinc districtes:
- 1901 Sesan - សេសាន (laosià: ເຊຊານ)
- 1902 Siem Bouk - សៀមបូក
- 1903 Siem Pang - សៀមប៉ាង (laosià: ແສນປາງ; tailandès: แสนปาง, เสียมพัง)
- 1904 Stueng Traeng - ស្ទឹងត្រែង (laosià: ຊຽງແຕງ; tailandès: เชียงแตง, สะตึงแตรง)
- 1905 Thala Barivat - ថាឡាបារីវ៉ាត់ (tailandès: ธาราบริวัตร)

## Fills il·lustres
- Sinn Sisamouth, conegut com el "rei de la música khmer"